# Pio Colonnello
Pio Colonnello (Benevento, 12 febbraio 1951) è un filosofo e docente universitario italiano.

## Biografia
Ha conseguito la laurea in Filosofia, in Giurisprudenza e in Lettere. 
Nell'anno accademico 1973/74 è stato borsista presso l'Istituto Italiano per gli Studi Storici, fondato da Benedetto Croce, in Napoli. Già docente nei Licei e Ginnasi, nel 1980 ha conseguito il ruolo di ricercatore universitario presso l'Università di Napoli "Federico II".
Dal 2001 insegna presso l'Università della Calabria, dapprima come Professore Associato e quindi, dal 2005, come Ordinario di Filosofia Teoretica.
Collabora a diversi periodici e riviste filosofiche tra cui: Kant Studien, Criterio, Filosofia Oggi, Nord e Sud, Sapienza, Choros, Studi Kantiani, Zeitschrift für philosophische Forschung, The Journal of Value Inquiry (rivista di cui è anche Consulting Editor). 
È membro del Comitato scientifico di autorevoli riviste filosofiche.
È Visiting Professor nella Universidad Autónoma de Mèxico, nella Universidad Nacional Autónoma de México (Città del Messico) e nella California State University – Northridge – Los Angeles. 
Ha organizzato Convegni e Congressi nazionali e internazionali.
Ha ricevuto per due volte il "Premio della Cultura" della Presidenza del Consiglio dei ministri.
Nel mese di novembre 2007, ha ricevuto il premio della Cultura "Salvatore Valitutti".
Pio Colonnello ha privilegiato alcuni filoni di ricerca: l'indagine su temi e autori compresi nell'arco tra criticismo trascendentale e pensiero fenomenologico (da Kant a Husserl); la riflessione sui problemi fondamentali della filosofia dell'esistenza e dell'ermeneutica contemporanea (Heidegger, Jaspers, Ricœur, Pareyson, Arendt); lo studio di alcune posizioni dello storicismo contemporaneo tra Europa e America Latina (Croce, Ortega y Gasset, Gaos, Ímaz, Nicol, Dussel). La sua proposta è verificare l'interazione, in chiave storico-critica, dei temi fondamentali del kantismo, della fenomenologia husserliana e di quelli della filosofia dell'esistenza.